# David Hyde Pierce
David Hyde Pierce (Saratoga Springs, Nueva York, 3 de abril de 1959) es un actor y comediante estadounidense, principalmente conocido por interpretar al psiquiatra Niles Crane en la sitcom Frasier.

## Biografía
Pierce ha participado en animaciones como actor de voz. Dobló al personaje del insecto palo en A Bug's Life (1998). También participó en Los Simpson poniendo voz al hermano de Sideshow Bob, Cecil, como contrapunto al hecho de que Bob era doblado por Kelsey Grammer. Es graduado de la Universidad Yale. 
El 24 de octubre de 2008 se casó con Brian Hargrove, con quien llevaba veinticinco años en pareja.

## Filmografía

### Cine
| Año  | Título original                           | Papel                       |
| ---- | ----------------------------------------- | --------------------------- |
| 1985 | Moving Violations                         | Agente de inmigración       |
| 1988 | Crossing Delancey                         | Mark                        |
| 1988 | Bright Lights, Big City                   | Barman del desfile de modas |
| 1989 | Vampire's Kiss                            | Hombre en el teatro         |
| 1991 | Little Man Tate                           | Garth                       |
| 1991 | The Fisher King                           | Lou Rosen                   |
| 1993 | Addams Family Values                      | Médico                      |
| 1993 | Sleepless in Seattle                      | Dennis Reed                 |
| 1994 | Wolf                                      | Roy                         |
| 1995 | Nixon                                     | John Dean                   |
| 1998 | A Bug's Life                              | Slim (voz)                  |
| 1999 | The Mating Habits of the Earthbound Human | Narrador                    |
| 2000 | Chain of Fools                            | Sr. Kerner                  |
| 2000 | Isn't She Great                           | Michael Hastings            |
| 2001 | Osmosis Jones                             | Drix (voz)                  |
| 2001 | Wet Hot American Summer                   | Henry                       |
| 2002 | Treasure Planet                           | Doctor Doppler (voz)        |
| 2002 | Full Frontal                              | Carl                        |
| 2003 | Down with Love                            | Peter McMannus              |
| 2004 | Hellboy                                   | Abe Sapien (voz)            |
| 2005 | Robots                                    | Robot #5                    |
| 2008 | Forever Plaid                             | Narrador                    |
| 2009 | Stingray Sam                              | Narrador                    |
| 2010 | The Perfect Host                          | Warwick Wilson              |

### Televisión
| Año     | Título original                            | Papel                   | Notas        |
| ------- | ------------------------------------------ | ----------------------- | ------------ |
| 1987    | Crime Story                                | Agente Carruthers       | 1 episodio   |
| 1992    | The Powers That Be                         | Theodore Van Horne      | 3 episodios  |
| 1993-04 | Frasier                                    | Niles Crane             | Protagonista |
| 1997-07 | The Simpsons                               | Cecil Terwilliger (voz) | 2 episodios  |
| 2001    | Titus                                      | Jerry                   | 1 episodio   |
| 2012    | Sesame Street                              | Comandante Chiphead     | 1 episodio   |
| 2014-15 | The Good Wife                              | Frank Prady             | 8 episodios  |
| 2014    | The Simpsons                               | Felix (voz)             | 1 episodio   |
| 2015    | Wet Hot American Summer: First Day of Camp | Henry                   | 2 episodios  |
| 2017    | When We Rise                               | Dr. Jones               | Miniserie    |
| 2017    | Wet Hot American Summer: Ten Years Later   | Henry                   | 1 episodio   |

## Premios

### Premios Globo de Oro
| Año  | Categoría                                              | Trabajo | Resultado |
| ---- | ------------------------------------------------------ | ------- | --------- |
| 1995 | Mejor actor de reparto de serie, miniserie o telefilme | Frasier | Nominado  |
| 1996 | Mejor actor de reparto de serie, miniserie o telefilme | Frasier | Nominado  |
| 1997 | Mejor actor de reparto de serie, miniserie o telefilme | Frasier | Nominado  |
| 1998 | Mejor actor de reparto de serie, miniserie o telefilme | Frasier | Nominado  |
| 2001 | Mejor actor de reparto de serie, miniserie o telefilme | Frasier | Nominado  |

### Premios Primetime Emmy
| Año  | Categoría                                 | Trabajo | Resultado |
| ---- | ----------------------------------------- | ------- | --------- |
| 1994 | Mejor actor de reparto - Serie de comedia | Frasier | Nominado  |
| 1995 | Mejor actor de reparto - Serie de comedia | Frasier | Ganador   |
| 1996 | Mejor actor de reparto - Serie de comedia | Frasier | Nominado  |
| 1997 | Mejor actor de reparto - Serie de comedia | Frasier | Nominado  |
| 1998 | Mejor actor de reparto - Serie de comedia | Frasier | Ganador   |
| 1999 | Mejor actor de reparto - Serie de comedia | Frasier | Ganador   |
| 2000 | Mejor actor de reparto - Serie de comedia | Frasier | Nominado  |
| 2001 | Mejor actor de reparto - Serie de comedia | Frasier | Nominado  |
| 2002 | Mejor actor de reparto - Serie de comedia | Frasier | Nominado  |
| 2003 | Mejor actor de reparto - Serie de comedia | Frasier | Nominado  |
| 2004 | Mejor actor de reparto - Serie de comedia | Frasier | Ganador   |

### Premios del Sindicato de Actores
| Año  | Categoría                             | Trabajo | Resultado |
| ---- | ------------------------------------- | ------- | --------- |
| 1995 | Mejor actor de televisión - Comedia   | Frasier | Nominado  |
| 1995 | Mejor reparto de televisión - Comedia | Frasier | Nominado  |
| 1996 | Mejor actor de televisión - Comedia   | Frasier | Ganador   |
| 1996 | Mejor reparto de televisión - Comedia | Frasier | Nominado  |
| 1996 | Mejor reparto                         | Nixon   | Nominado  |
| 1997 | Mejor actor de televisión - Comedia   | Frasier | Nominado  |
| 1997 | Mejor reparto de televisión - Comedia | Frasier | Nominado  |
| 1998 | Mejor actor de televisión - Comedia   | Frasier | Nominado  |
| 1998 | Mejor reparto de televisión - Comedia | Frasier | Nominado  |
| 1999 | Mejor actor de televisión - Comedia   | Frasier | Nominado  |
| 1999 | Mejor reparto de televisión - Comedia | Frasier | Nominado  |
| 2000 | Mejor actor de televisión - Comedia   | Frasier | Nominado  |
| 2000 | Mejor reparto de televisión - Comedia | Frasier | Ganador   |
| 2001 | Mejor actor de televisión - Comedia   | Frasier | Nominado  |
| 2001 | Mejor reparto de televisión - Comedia | Frasier | Nominado  |
| 2002 | Mejor actor de televisión - Comedia   | Frasier | Nominado  |
| 2002 | Mejor reparto de televisión - Comedia | Frasier | Nominado  |
| 2003 | Mejor reparto de televisión - Comedia | Frasier | Nominado  |
| 2004 | Mejor reparto de televisión - Comedia | Frasier | Nominado  |

### Premios Tony
| Año  | Categoría                                   | Trabajo                             | Resultado |
| ---- | ------------------------------------------- | ----------------------------------- | --------- |
| 2007 | Mejor actor principal en un musical         | Curtains                            | Ganador   |
| 2013 | Mejor actor principal en una obra de teatro | Vanya and Sonia and Masha and Spike | Nominado  |
| 2017 | Mejor actor principal en un musical         | Hello, Dolly!                       | Nominado  |